# Саванний клімат

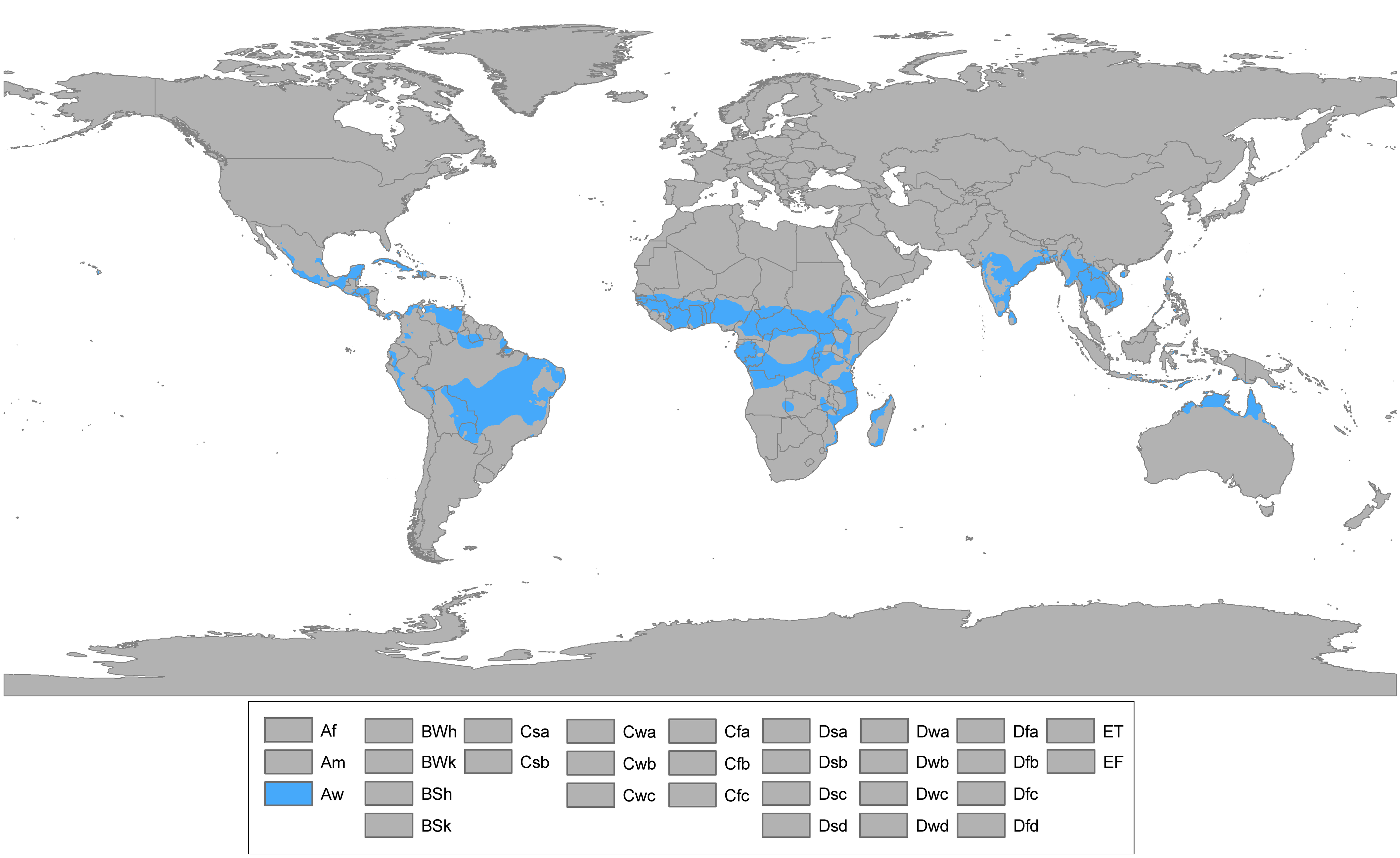
Поширення тропічного клімату з сухою зимою і дощовим літом (Aw)

Тропічний клімат із сухою зимою та дощовим літом (або тропічний клімат саван) — різновид тропічного клімату, для якого є яскраво виражена сезонність — суха зима і дощове літо. У класифікації кліматів Кеппена йому відповідають літери (Aw).

## Характеристика
Тропічний клімат з вологим літом і сухою зимою має два яскраво виражених сезони. За класифікацією кліматів Кеппена місяць у тропічному кліматі вважають дощовим, якщо опадів у ньому не менше 60 мм. Інші місяці вважають сухими. Цей тип клімату формується, якщо число дощових місяців від трьох до дев'яти протягом календарного року. Для цього клімату, як і для решти тропічних, середньомісячні температури повітря перевищують 17 °C протягом усього року.
В умовах цього типу клімату формується ландшафт савани. Іноді цей тип клімату так і називають тропічний клімат саван.
Основна відмінність між саванним кліматом і мусонним полягає у контрастності найсухішого місяця року. Для саванного клімату виконується нерівність: {\textstyle D<100-{\frac {P}{25}}<60}, де D — кількість опадів у найсухішому місяці року (мм), а P — річна кількість опадів (мм).

## Географія
Aw клімат поширений в обох півкулях. В Євразії цей клімат характерний для Філіппін, В'єтнама, Лаоса, Камбоджі, Таїланда, М'янми, східних і південних регіонів Індії (штати Тамілнад, Андхра-Прадеш, Орісса, південь Західної Бенгалії), для південної частини Бангладеш, північної частини Шрі Ланки, на заході острова Хайнань Цей клімат поширений також на півостровах Кейп-Йорк і Арнемленд в Австралії, на острові Тимор та південному узбережжі острова Папуа Нова Гвінея.
В Африці цей клімат широкою смугою поширився від Атлантичного до Індійського океанів і характерний для Гамбії, півдня Сенегала, Гвінеї, Кот-д'Івуара, півдня Малі і Буркіна-Фасо, Гани, Того, Беніна, Нігерії, центрального Камеруна, Південного Судану, ЦАР, Уганди, Бурунді, Руанди, Танзанії, Габона, Конго, заходу ДРК і північної Анголи, узбережжя Мозамбіка і північно-західного Мадагаскара.
В Америці цей клімат характерний для південної Флориди, Гавайських островів, тихоокеанського узбережжя Мексики (від Сіналоа до Чіапас), мексиканського штату Табаско і півострова Юкатан, Сальвадора, центрального Гондураса, Панами, Куби, Гаїті, північної і центральної Венесуели, центральної та північно-східної Бразилії, східної Болівії, північного Парагваю.